# Trebichava
Trebichava es un municipio del distrito de Bánovce nad Bebravou en la región de Trenčín, Eslovaquia, con una población estimada a final del año 2024 de 36 habitantes.
Se encuentra ubicado en el centro-sur de la región, cerca del río Bebrava (cuenca hidrográfica del río Danubio) y de la frontera con la región de Nitra.

## Demografía
| Año        | 1994 | 2004     | 2014    | 2024    |
| ---------- | ---- | -------- | ------- | ------- |
| Población  | 65   | 38       | 39      | 36      |
| Diferencia |      | −41,53 % | +2,63 % | −7,69 % |

| Año        | 2023 | 2024 |
| ---------- | ---- | ---- |
| Población  | 36   | 36   |
| Diferencia |      | +0 % |